# Thomas Holtzmann
Thomas Holtzmann (1 de abril de 1927 – 4 de enero de 2013) fue un actor alemán.

## Biografía
Nacido en Múnich, Alemania, Thomas Holtzmann cursó estudios teatrales en su ciudad natal. En el Ateliertheater de Múnich tuvo su primer papel de importancia, el de Jasón en Medea, de Jean Anouilh. A partir de entonces obtuvo compromisos en teatros de Schleswig, Núremberg, Saarbrücken y Colonia.
Holtzmann tuvo su primer éxito en 1959 en el Teatro Schiller de Berlín actuando en la obra de Edward Albee Historia del zoo. Su gran oportunidad llegó en 1961 con el drama Prinz Friedrich von Homburg oder die Schlacht bei Fehrbellin, de Heinrich von Kleist, bajo dirección de Boleslaw Barlog. El mismo año volvió a Múnich, trabajando mucho a partir de entonces con Fritz Kortner. Posteriormente ingresó en la compañía del Burgtheater de Viena, donde actuó en piezas como Las moscas, de Jean-Paul Sartre.
Bajo la dirección de Hans Lietzau, Holtzmann trabajó también en el Deutsches Schauspielhaus de Hamburgo, donde participó en piezas como Clavijo (1969) y Indianer (1970). En la temporada 1976/77 actuó de nuevo en dicho teatro, actuando en La tempestad, de William Shakespeare, y en Stella, de Goethe.
Entre 1977 y 2001 Holtzmann formó parte del Teatro de Cámara de Múnich. Allí obtuvo un gran éxito con el papel de Malvolio en la pieza de William Shakespeare Noche de reyes, siendo dirigido por Dieter Dorn. También actuó en la obra de Samuel Beckett Esperando a Godot, dirigido por George Tabori y acompañado por Peter Lühr. En 2001 se trasladó con Dorn y otros actores al Bayerisches Staatsschauspiel, donde actuó en El mercader de Venecia y en Final de partida.
Holtzmann actuó poco en el cine, pero sí frecuentó la televisión. Fue protagonista de la coproducción francoalemana Qui êtes-vous, Monsieur Sorge? (1961), así como del telefilm Die Wölfe, dirigido por Falk Harnack en 1963. En la serie televisiva criminal Der Kommissar participó en 1969 en el episodio Auf dem Stundenplan: Mord, bajo dirección de Theodor Grädler. En la miniserie Fabrik der Offiziere, basada en una novela de Hans Hellmut Kirst, encarnaba al General Modersohn. Además, actuó en varios episodios de la series Derrick y Der Alte, y en uno de Der Bulle von Tölz. Su último papel televisivo llegó en 2004 con una adaptación de la obra Tío Vania, de Antón Chéjov.
En sus últimos años se ocupó en lecturas, muchas de ellas para audiolibros. Su última aparición pública tuvo lugar el 27 de febrero de 2010 en el Teatro de Cuvilliés de Múnich, donde leyó, junto a su esposa, los diarios de Sofia y León Tolstói.
Thomas Holtzmann falleció en Múnich en el año 2013. Desde 1956 había estado casado con la actriz Gustl Halenke.

## Teatro
- 1966/1967 : Cautio Criminalis, de Wolfgang Lohmeyer, Teatro de Cámara de Múnich, dirección de August Everding
- 1977/1978 : Erdgeist/Die Büchse der Pandora, de Frank Wedekind, Teatro de Cámara de Múnich, dirección de Dieter Dorn
- 1977/1978 : La gaviota, de Antón Chéjov, Teatro de Cámara de Múnich, dirección de Harald Clemen
- 1978/1979 : Der Totentanz, de August Strindberg, Teatro de Cámara de Múnich, dirección de Harald Clemen
- 1979/1980 : Noche de reyes, de William Shakespeare, Teatro de Cámara de Múnich, dirección de Dieter Dorn
- 1980/1981 : Aus der Fremde, de Ernst Jandl, Teatro de Cámara de Múnich, dirección de Michael Wachsmann
- 1980/1981 : Iphigenie auf Tauris, de Johann Wolfgang von Goethe, Teatro de Cámara de Múnich, dirección de Dieter Dorn
- 1980/1981 : Leonce und Lena, de Georg Büchner, Teatro de Cámara de Múnich, dirección de Dieter Dorn
- 1980/1981 : Gertrud, de Hjalmar Söderberg, Teatro de Cámara de Múnich, dirección de Günter Krämer
- 1981/1982 : Merlin oder Das wüste Land, de Tankred Dorst, Teatro de Cámara de Múnich, dirección de Dieter Dorn
- 1982/1983 : Der Snob, de Carl Sternheim, Teatro de Cámara de Múnich, dirección de Hans-Reinhard Müller
- 1982/1983 : Judith, de Friedrich Hebbel, Teatro de Cámara de Múnich, dirección de Frank-Patrick Steckel
- 1983/1984 : Der neue Prozess, de Peter Weiss, Teatro de Cámara de Múnich, dirección de Dieter Dorn
- 1983/1984 : Esperando a Godot, de Samuel Beckett, Teatro de Cámara de Múnich, dirección de George Tabori
- 1984/1985 : Der Kammersänger/Das Orchester, de Frank Wedekind/Jean Anouilh, Teatro de Cámara de Múnich, dirección de Ralph Schaefer
- 1984/1985 : Torquato Tasso, de Johann Wolfgang von Goethe, Teatro de Cámara de Múnich, dirección de Dieter Dorn
- 1984/1985 : Don Carlos, de Friedrich Schiller, Teatro de Cámara de Múnich, dirección de Alexander Lang
- 1985/1986 : Troilo y Crésida, de William Shakespeare, Teatro de Cámara de Múnich, dirección de Dieter Dorn
- 1985/1986 : Retorno al hogar, de Harold Pinter, Teatro de Cámara de Múnich, dirección de Thomas Schulte-Michels
- 1986/1987 : Fedra, de Jean Racine, Teatro de Cámara de Múnich, dirección de Alexander Lang
- 1987/1988 : In der Einsamkeit der Baumwollfelder, de Bernard-Marie Koltès, Teatro de Cámara de Múnich, dirección de Alexander Lang
- 1987/1988 : Frauen vor Flußlandschaft, de Heinrich Böll, Teatro de Cámara de Múnich, dirección de Volker Schlöndorff
- 1988/1989 : Und Pippa tanzt!, de Gerhart Hauptmann, Teatro de Cámara de Múnich, dirección de Thomas Langhoff
- 1988/1989 : Sieben Türen, de Botho Strauss, Teatro de Cámara de Múnich, dirección de Dieter Dorn
- 1989/1990 : Karlos, de Tankred Dorst, Teatro de Cámara de Múnich, dirección de Dieter Dorn
- 1990/1991 : Cartas de amor, de A. R. Gurney, Teatro de Cámara de Múnich, dirección de Helmut Griem
- 1991/1992 : El rey Lear, de William Shakespeare, Teatro de Cámara de Múnich, dirección de Dieter Dorn
- 1992/1993 : Los persas, a partir de Esquilo, de Mattias Braun, Teatro de Cámara de Múnich, dirección de Dieter Dorn
- 1993/1994 : La tempestad, de William Shakespeare, Teatro de Cámara de Múnich, dirección de Dieter Dorn
- 1994/1995 : Des Sängers Fluch Balladen aus Deutschland, Teatro de Cámara de Múnich, dirección de Dieter Dorn
- 1994/1995 : Nationalgalerie 13. Abend Lessing contra Goethe, Teatro de Cámara de Múnich, lectura de Rolf Boysen y Thomas Holtzmann
- 1994/1995 : Nationalgalerie 17. Abend »Tagebuch eines Verzweifelten«, de Friedrich Reck, Teatro de Cámara de Múnich, lectura de Thomas Holtzmann y Rudolf Wessely
- 1995/1996 : Letzter Gast, de Herbert Achternbusch, Teatro de Cámara de Múnich, dirección de Alexander Lang
- 1995/1996 : Die Odyssee 1. Abend bis 6. Abend, Teatro de Cámara de Múnich, lectura de Thomas Holtzmann
- 1996/1997 : Las aventuras de Alicia en el país de las maravillas, de Lewis Carroll, Teatro de Cámara de Múnich, dirección de Peter Zadek
- 1996/1997 : Die Odyssee (6 Abende), Teatro de Cámara de Múnich, lectura de Thomas Holtzmann
- 1996/1997 : Texte im Werkraum: Ist es eine Komödie? Ist es eine Tragödie? 2. Abend, de Thomas Bernhard, Teatro de Cámara de Múnich, lectura de Helmut Griem y Thomas Holtzmann
- 1997/1998 : Der Schein trügt, de Thomas Bernhard, Teatro de Cámara de Múnich, dirección de Dieter Dorn
- 1998/1999 : Heitere Geschichten von Anton Tschechow, Teatro de Cámara de Múnich, lectura de Thomas Holtzmann
- 1998/1999 : Thomas Bernhard zum 10. Todestag. Ist es eine Komödie? Ist es eine Tragödie?, Teatro de Cámara de Múnich, lectura de Doris Schade, Rolf Boysen y Thomas Holtzmann
- 1998/1999 : Erich Kästner für Erwachsene – Leben in dieser Zeit – Ein Hör-Spiel, Teatro de Cámara de Múnich, dirección de Anton Rey
- 1999 : King Kongs Töchter, de Theresia Walser, Teatro de Cámara de Múnich, dirección de Antoine Uitdehaag
- 1999/2000 : Erich Kästner für Erwachsene – Ein Herren-Abend, Teatro de Cámara de Múnich, dirección de Anton Rey
- 1999/2000 : Erich Kästner für Erwachsene – Ein Herren-Abend mit Dame und Musik, Teatro de Cámara de Múnich, dirección de Anton Rey
- 2000/2001 : Abendstunde im Spätherbst – zum 80. Geburtstag von Friedrich Dürrenmatt, Teatro de Cámara de Múnich, lectura de Rolf Boysen y Thomas Holtzmann

## Filmografía

### Adaptaciones teatrales a la televisión
- 1963 : Die Zoogeschichte, Teatro Schiller de Berlín, dirección de Walter Henn
- 1970 : Clavijo, Deutsches Schauspielhaus de Hamburgo, dirección de Fritz Kortner
- 1980 : El rapto en el serrallo, Ópera Estatal de Baviera, dirección de August Everding
- 1982 : Noche de reyes, Teatro de Cámara de Múnich, dirección de Dieter Dorn
- 1984 : Esperando a Godot, Teatro de Cámara de Múnich, dirección de George Tabori
- 1985 : Torquato Tasso, Teatro de Cámara de Múnich, dirección de Dieter Dorn
- 1986 : Triumph der Liebe, Berliner Schaubühne, dirección de Luc Bondy
- 1987 : Troilo y Crésida, Teatro de Cámara de Múnich, dirección de Dieter Dorn
- 1992 : El rey Lear, Teatro de Cámara de Múnich, dirección de Dieter Dorn
- 2004 : El mercader de Venecia, Residenztheater de Múnich, dirección de Dieter Dorn

### Largometrajes y telefilmes
- 1955 : Geliebte Feindin
- 1959 : Unser Wunderland bei Nacht
- 1961 : Die Perser (telefilm)
- 1961 : Prinz Friedrich von Homburg (telefilm)
- 1961 : Qui êtes-vous, Monsieur Sorge?
- 1962 : El proceso
- 1962 : Gabriel Schillings Flucht (telefilm)
- 1963 : Das Leben ein Traum (telefilm)
- 1963 : Die Wölfe (telefilm)
- 1963 : König Ödipus (telefilm)
- 1964 : Professor Bernhardi (telefilm)
- 1966 : Der Großtyrann und das Gericht (telefilm)
- 1966 : Die Fliegen (telefilm)
- 1966 : Funeral in Berlin
- 1969 : Der Kommissar (serie TV), episodio Auf dem Stundenplan: Mord
- 1969 : Michael Kohlhaas – der Rebell
- 1970 : Gneisenau – Die politische Auflehnung eines Soldaten (telefilm)
- 1975 : Comenius (telefilm)
- 1977 : Dantons Tod (telefilm)
- 1977 : Derrick(serie TV), episodio Via Bangkok
- 1978 : Feuerwasser (telefilm)
- 1978 : Derrick (serie TV), episodio Steins Tochter
- 1978 : Wunnigel (telefilm)
- 1980 : Der Alte (serie TV), episodio Morddrohung
- 1981 : Derrick (serie TV), episodio Kein Garten Eden
- 1983 : Der Alte (serie TV), episodio Auf Leben und Tod
- 1985 : Der Alte (serie TV), episodio Eine Tote auf Safari
- 1987 : Wallenstein (miniserie TV)
- 1989 : Fabrik der Offiziere (miniserie TV)
- 1990 : Café Europa
- 1991 : Derrick (serie TV), episodio Offener Fall
- 1991 : Erfolg
- 1992 : Schtonk!
- 1995 : Hades
- 1998 : Neue Freiheit – Keine Jobs Schönes München: Stillstand
- 1999 : Der Bulle von Tölz (serie TV), episodio Tod aus dem All
- 1999 : Pünktchen und Anton
- 2000 : Das Phantom (telefilm)
- 2003 : Die lange Bibel-Nacht: Im Anfang (telefilm)
- 2004 : Die eine und die andere (telefilm)
- 2004 : Onkel Wanja (telefilm)

## Radio
- 1988 : Botho Strauss: Bagatellen, dirección de Dieter Dorn (Westdeutscher Rundfunk)
- 1995 : Raoul Schrott/Klaus Buhlert: Hotels – Ein akustisches Triptychon, dirección de Klaus Buhlert/Raoul Schrott. BR
- 2003 : Marcel Proust: Combray, dirección de Ulrich Lampen. BR
- 2008 : Robert Hültner: Irmis Ehre, dirección de Ulrich Lampen. BR

## Premios
- 1989 : Premio Fritz Kortner
- 1990 : Cruz de 1.ª clase de la Orden del Mérito de la República Federal de Alemania
- 1999 : Orden Bávara de Maximiliano para las ciencias y las artes
- 2003 : Premio de la Crítica Alemana junto a Rolf Boysen
- 2003 : Medalla de Oro de Honor de la Ciudad de Múnich
- 2009 : Gran Cruz de la Orden del Mérito de la República Federal de Alemania